# Діагональний метод Кантора

Ілюстрація діагонального аргументу Кантора існування незліченних множин. Послідовність s не може входити у наведений перелік послідовностей.

Бієкція f(x) = 2x із натуральних у парні числа показує, що нескінченна множина може мати однакову потужність із точною підмножиною себе самої. Однак, діагональний метод Кантора показує, що існують нескінченні множини різних потужностей.

У теорії множин, Діагональний метод Кантора або діагональний аргумент Кантора, також відомий як метод діагоналізації, був опублікований у 1891 році Георгом Кантором як математичний доказ того, що існують нескінченні множини для котрих не існує взаємно однозначної відповідності з нескінченною множиною натуральних чисел. Такі множини тепер називають незліченними множинами, і розміри незліченних множин вивчає теорія кардинальних чисел, започаткована Кантором.
Кантор вперше довів незліченність дійсних чисел у 1874 році іншим методом, відмінним від діагонального. Однак діагональний метод є потужним і універсальним способом, що був відтоді використаний у широкому діапазоні доведень, включаючи першу теорему Геделя про неповноту і тезу Черча — Тюрінга. Аргументи діагоналізації також часто є джерелом суперечностей, таких як парадокс Рассела і парадокс Рішара.

## Незліченна множина
У статті 1891 року Кантор розглянув множину T усіх нескінченних послідовностей двійкових чисел (тобто кожна цифра числа є нулем або одиницею). Він почав із конструктивного доведення такої теореми:
Якщо s1, s2, … , sn, … є довільним переліком елементів із T, то завжди існує елемент s із T якому не відповідає жоден елемент sn у переліку.
Доведення починається із перелічення усіх елементів із T, наприклад:
| s1 = | (0, | 0, | 0, | 0, | 0, | 0, | 0, | ...) |
| s2 = | (1, | 1, | 1, | 1, | 1, | 1, | 1, | ...) |
| s3 = | (0, | 1, | 0, | 1, | 0, | 1, | 0, | ...) |
| s4 = | (1, | 0, | 1, | 0, | 1, | 0, | 1, | ...) |
| s5 = | (1, | 1, | 0, | 1, | 0, | 1, | 1, | ...) |
| s6 = | (0, | 0, | 1, | 1, | 0, | 1, | 1, | ...) |
| s7 = | (1, | 0, | 0, | 0, | 1, | 0, | 0, | ...) |
| ...  |     |    |    |    |    |    |    |      |
Далі, послідовність s будується вибираючи 1-шу цифру оберненою до 1-ї цифри s1 (замінюючи 0 на 1 і навпаки), 2-гу цифру оберненою до 2-ї цифри s2, 3-тю цифру оберненою до 3-ї цифри s3, і загалом для кожного n, n-та цифра s є  оберненою до n-тої цифри sn. Для прикладу вище отримаємо:
| s1  | = | (0, | 0, | 0, | 0, | 0, | 0, | 0, | ...) |
| s2  | = | (1, | 1, | 1, | 1, | 1, | 1, | 1, | ...) |
| s3  | = | (0, | 1, | 0, | 1, | 0, | 1, | 0, | ...) |
| s4  | = | (1, | 0, | 1, | 0, | 1, | 0, | 1, | ...) |
| s5  | = | (1, | 1, | 0, | 1, | 0, | 1, | 1, | ...) |
| s6  | = | (0, | 0, | 1, | 1, | 0, | 1, | 1, | ...) |
| s7  | = | (1, | 0, | 0, | 0, | 1, | 0, | 0, | ...) |
| ... |   |     |    |    |    |    |    |    |      |
| s   | = | (1, | 0, | 1, | 1, | 1, | 0, | 1, | ...) |
За побудовою, s відрізняється від кожного sn, оскільки їхні n-ті цифри відрізняються (підсвічені у прикладі). Тому s не може бути у переліку.
На основі цієї теореми, використовуючи доведення від супротивного Кантор показує, що:
Множина T є незліченною.
Доведення починається із припущення, що T зліченна. Тоді всі її елементи можуть бути записані як перелік s1, s2, … , sn, … . Використання попередньої теореми до цього переліку дає елемент s, який не належить до переліку. Але, це суперечить тому, що s є елементом T і тому належить до переліку. Із суперечності випливає, що первісне припущення хибне. Отже, T незліченна.

### Дійсні числа
Незліченність дійсних чисел вже була встановлена першим доведенням незліченності Кантора, але вона також випливає із попереднього результату. Для доведення цього будується ін'єкція f з множини T нескінченних двійкових рядків у множину R дійних чисел. Оскільки T є незліченною, то образ цієї функції f, який є підмножиною R, теж незліченний. Отже, множина R теж є незліченною. Також Кантор запропонував спосіб побудови бієкції між T і R. Отже, T і R мають однакову потужність, яка називається "потужністю континууму" і зазвичай позначається {\displaystyle {\mathfrak {c}}}{\displaystyle 2^{\aleph _{0}}}.
Ін'єкція з T у R  визначається відображенням рядків із T у десяткові числа, наприклад t = 0111… у число 0.0111…. ця функція визначена як f(t) = 0.t, є ін'єкцією, оскільки відображає різні рядки у різні числа.

## Узагальнення для множин
Кантор використав узагальнену форму діагонального аргументу щоби довести Теорему Кантора: для кожної множини S, булеан S — тобто, множина всіх підмножин S (позначена як P(S))—має більшу потужність ніж сама S. Доведення відбувається так:
Нехай f буде будь-якою функцією із S у P(S).  досить довести, що f не може бути сюр'єкцією. Це значить що деякий елемент T із P(S), тобто деяка підмножина S, не лежить в образі f. Розглянемо таку множину:
T = { s ∈ S: s ∉ f(s) }.
Для кожного s із S, або s належить T або ні. Якщо s належить T, то за визначенням T, s не належить f(s), тобто T не дорівнює f(s). З іншої сторони, якщо s не належить T, то за визначенням T, s належить f(s), тобто знову T не дорівнює f(s).

### Наслідки
Із цього випливає що поняття множини всіх множин є суперечливим. Якби S була множиною всіх множин, то P(S) була б одночасно більшою за S і підмножиною S.
Парадокс Рассела показав, що наївна теорія множин, що базується на аксіомній схемі необмеженого розуміння, є суперечливою. 
Діагональний метод показує, що множина дійсних чисел більша за множину натуральних (і разом цілих та раціональних). Отже, можна запитати чи існує множина потужність якої посередині між потужністю цілих і дійсних чисел. Це питання приводить до континуум-гіпотези. Аналогічно, питання чи існує множина з потужністю між  |S| і |P(S)| для деякої нескінченної S приводить до  узагальненої континуум-гіпотези.

## Зовнішні посилання
- Cantor's Diagonal Proof на MathPages
- Weisstein, Eric W. Cantor Diagonal Method(англ.) на сайті Wolfram MathWorld.